# Тэкстер, Роланд
Роланд Тэкстер (англ. Roland Thaxter, 28 августа, 1858 — 22 апреля, 1932) — американский миколог. Был членом Шведской королевской академии наук.

## Биография
Роланд Тэкстер родился в Ньютонвилле (Массачусетс) 28 августа 1858 года. Он был младший сын Леви Линкольна Тэкстера, юриста, выпускника Гарвардского университета, и Селии Тэкстер, известной американской поэтессы. Отец с детства привил Роланду интерес к природе. Он часто брал его и старшего сына Джона в поля, где они наблюдали и учились распознавать птиц и растения.
Тэкстер после учёбы в частной школе в Кембридже поступил в Гарвардский колледж в 1878 году и получил там степень бакалавра в 1882 году. В 1883 году он поступил в школу медицины Гарвардского университета, но вскоре заинтересовался ботаникой. Его учителем стал великий американский ботаник Уильям Гильсон Фарлоу, специалист в криптогамах, который только получил должность в университете. Тэкстер стал заниматься ботаникой, и до конца жизни Фарлоу сохранил с ним глубокие дружеские отношения.
Позже Тэкстер заинтересовался энтомологией и собрал огромную коллекцию бабочек Новой Англии. Чтобы совместить интерес ученика к энтомологии и ботаники, Фарлоу предложил ему делать диссертационную работу по грибам-паразитам насекомых. Диссертация Тэкстера, которую тот защитил в 1888 году, была посвящена грибкам-паразитам домашних мух «Entomophthoreae США». После этого Тэкстер работал на Коннектикутской сельскохозяйственной экспериментальной станции, где занимался грибковым заболеванием картофеля, а также практическими проблемами болезней растений и фунгицидами.
В 1891 году он вернулся в Гарвардский университет как профессор-ассистент на кафедре криптогамных растений, в 1901 году стал профессором, а после смерти Фарлоу в 1919 году стал почётным куратором Фарлоуского гербария крипогамных растений.
В Гарвардском университете Тэкстер занимался различными необычными грибами, но вскоре сосредоточил усилия на исследовании сумчатых грибов из порядка Laboulbeniales (класс Laboulbeniomycetes), биотрофных паразитов насекомых. Опубликовал 21 научный труд по этой группе, произведя наибольший вклад в её изучение. В 1907—1932 годах Тэкстер был редактором журнала Annals of Botany.
Несмотря на плохое здоровье он совершил в 1905-1906 годах путешествие в Южную Америку, а в 1913 году — в Тринидад. В 1921 году был избран в Шведскую королевскую академию наук. В результате прогрессирующей катаракты к 1925 году он полностью потерял зрение в правом глазе. Умер 22 апреля 1932 года.

## Систематика грибов
Стандартное сокращение Thaxt. используется для указания Тэкстера как автора, описавшего ботанический таксон.

### Описанные виды
Некоторые виды:
- Vibrissea foliorum (1908),
- Wynnea americana — Винния американская (1905).